# 新沃茲德維任卡 (烏克蘭)
47°44′44″N 30°21′38″E / 47.74556°N 30.36056°E
新沃茲德維任卡（烏克蘭語：Нововоздвиженка）是位於烏克蘭西南部的村莊，由敖德萨州波季利斯克区的柳巴希夫卡市鎮負責管轄。該村始建於1743年，面積1.12平方公里，海拔高度166米，2001年人口83，人口密度每平方公里74.11人。